# Фаббри, Морис Альбертович
Мо́рис Альбе́ртович (Алекса́ндрович) Фа́ббри (итал. Moris Fabbri; после 1917 — Фа́бри; не позднее 1885 — после 1933, Баку) — российский и советский художник итало-персидского происхождения. График, книжный иллюстратор и плакатист, музейный работник. Один из участников раннего русского авангарда; входил в круг Михаила Ларионова. Участник Первой мировой войны на стороне Османской империи.

## Биография
Морис Фаббри родился не позднее 1885 года в семье итальянца и азербайджанки-персиянки.
У Фаббри было малопривлекательное лицо, он был высоким и худощавым, с кудрявыми чёрными волосами. При этом Фаббри был очень обаятелен и интеллигентен. По-русски говорил с акцентом и писал с ошибками («…страшно трудно мне, не зная хорошо русского языка, выражаться ясно»). Был болен туберкулёзом.
В начале 1910-х годов Фабрри поступил в Московское училище живописи, ваяния и зодчества (МУЖВЗ). Положение его в училище было шатким: он не был освобождён от платы (видимо, испытывая при этом материальные затруднения) и неоднократно получал замечания о несоответствии его работ требованиям училища.

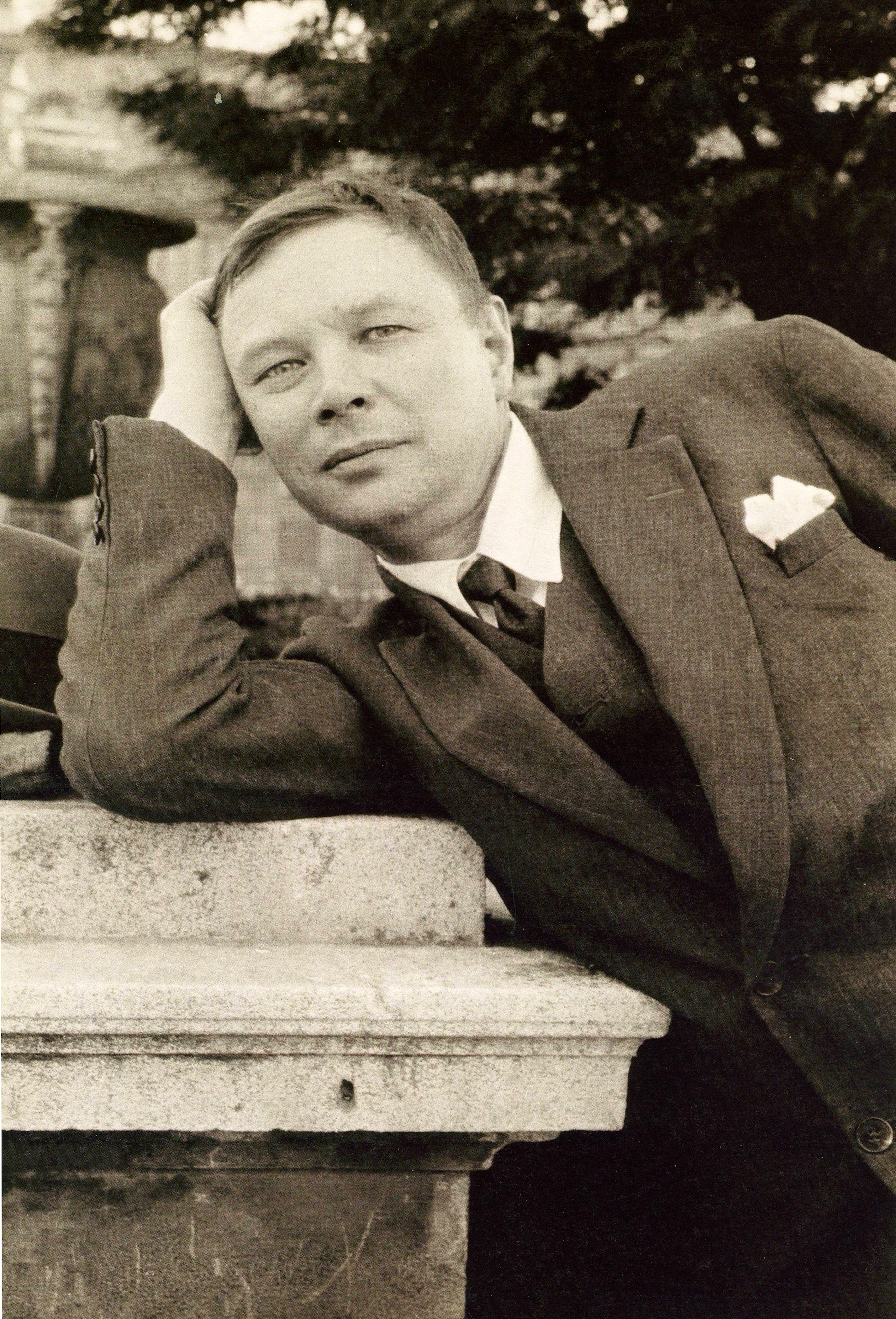
Михаил Ларионов

Начав самостоятельно работать с новым пониманием художественной формы, Фаббри вскоре нашёл единомышленников, объединившихся вокруг Михаила Ларионова и Натальи Гончаровой. Особенно он сблизился с Михаилом Ле-Дантю, чьим мнением о своих работах очень дорожил. В 1912 году Морис Фаббри и Янко Лаврин присоединились к Михаилу Ле-Дантю и Илье Зданевичу, путешествующим по Грузии и Осетии.
В конце 1912 года Фаббри принял решение «бросить училище к чертям» (поскольку не понимал учителей, а учителя не понимали его) и держать экзамен в «натурный класс». С начала 1913 года Морис Фаббри жил, лечился и, предположительно, рисовал в Одессе, где проживал по адресу: Ришельевская улица, дом 48, квартира 11. Но уже в конце апреля того же года Фаббри ждал Ле-Дантю в Москве для совместных занятий. В августе следующего, 1914 года Илья Зданевич писал Михаилу Ле-Дантю, что наблюдает «прогуливающегося пока по Головинскому проспекту Фаббри».

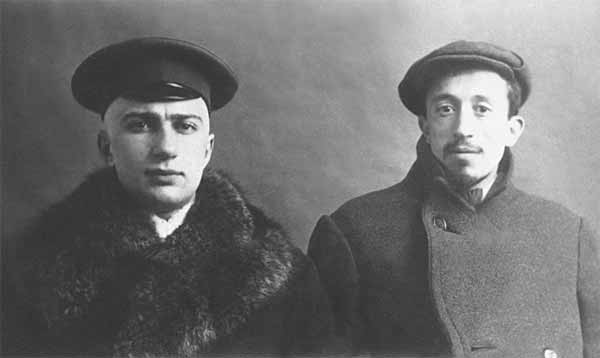
Илья Зданевич и Михаил Ле-Дантю

Во время Первой мировой войны Морис Фаббри был вовлечён в политику, перебрался в Персию и оказался в армии Османской империи, воюющей против Российской империи. В ноябре 1916 года Ольга Лешкова писала Ле-Дантю на фронт по этому поводу:
…Относительно интересовавших Вас коллекций Меджидул-Салтан ничего определённого узнать не удалось. Достоверно только то, что они были аккуратнейшим образом вывезены из Тифлиса. Когда началась война, принцы эти уехали в Персию, в которой произошёл раскол на партии русофильскую и туркофильскую. Меджидул-Салтан с Ардаширом и присными примкнул к последней и даже пошёл в ряды турецких войск. С ним видели высокого брюнета с итальянской фамилией, в котором нетрудно узнать Фаббри. Под напором русских войск они отступали, и их видели в Урмии, Тавризе. Когда русские войска вошли в Исфагань — вся компания бежала в Багдад.

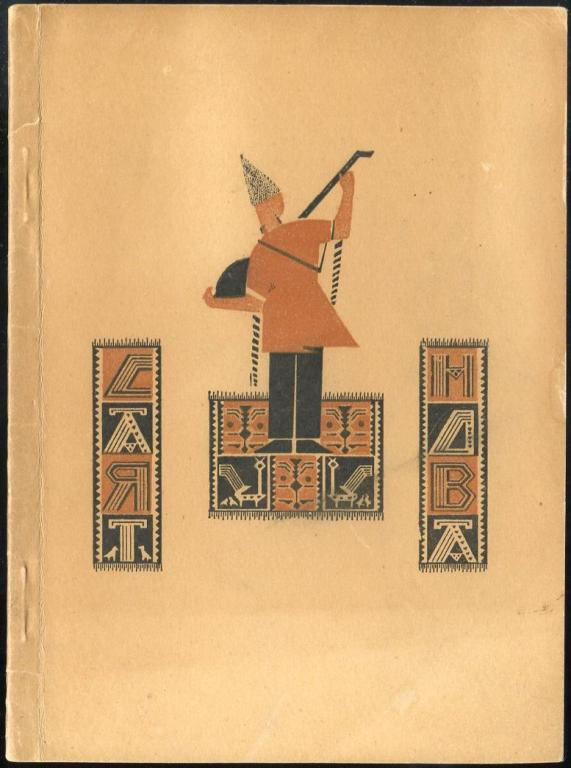
Морис Фаббри. Обложка первого издания поэмы Бориса Серебрякова «Саят-Нова» (Баку, 1928)

Не ранее 1923 года Фаббри появился в Баку, где с 1926 года работал в одном из музеев города. Коллегой по этой работе был один из его ближайших друзей — Владимир Оболенский. В 1928 году в издательстве газеты «Бакинский рабочий» вышла отдельным изданием поэма Бориса Серебрякова «Саят-Нова» с обложкой работы Мориса Фаббри. Фаббри был участником юбилейной художественной выставки к десятилетию советского Азербайджана. В 1933 году он принял участие в московской «Выставке произведений художников Азербайджанской ССР» с двумя плакатами — «Перевыборы сельсовета» и «Учиться, учиться и учиться».
Достоверных сведений о Морисе Фаббри после 1933 года нет.

## Творчество
В своём раннем авангардном творчестве Морис Фаббри работал над строением живописной формы как результатом согласования ритма движения плоскостей в реальном предмете и на холсте. Свои занятия он соотносил с диалектикой формы как таковой и, по его собственным словам, «с опытом искусства персов». О своём понимании диалектики Фаббри писал в письме Михаилу Ле-Дантю: «Отрицать природу значит отрицать самого себя, всё равно что окружающее без нас и наоборот. Нарисована выпуклость, чтобы рядом не было выпадины, невозможно. Если мы постараемся понимать ту или другую форму, мы должны считаться с окружающими её условиями. Шар получает свою форму и от себя и от окружающего, и наоборот — меняет свою форму опять <в> таком же порядке (принцип давления и прочее)».

## Иконография
- Татлин Владимир. Портрет художника М. Фаббри (около 1910, РГАЛИ)[1]
- Ле-Дантю Михаил. Портрет Мориса Фаббри (1912, Самарский художественный музей)[1][3]